# Bedrägeri
Bedrägeri är beteckningen på ett förfarande då någon avsiktligt vilseleder annan att företa eller underlåta något till skada för den som bedras och ofta till vinning för bedragaren.
De flesta rättssystem erkänner bedrägeri som ett brott. Den exakta definitionen varierar mellan de olika rättssystemen.
Gemensamt för de olika rättssystemen tycks vara att endast uppsåtligt vilseledande är straffbart.

## Varianter
Vilseledandet kan ske på en mängd olika sätt, till exempel genom oriktiga uppgifter eller genom manipulerad våg eller kassaapparat.
En vanlig form är så kallade investeringsbedrägerier, utsändande av falska fakturor samt phishing, pharming, skimming och så kallade Nigeriabrev.
Bluffsamtal, även kallade scam calls eller wangiri-samtal, kan ses som bedrägerier.
Internet har medfört en ny arena för bedragare; bluffmejl, falska annonser och sockpuppet är några av metoderna som används vid nätbedrägeri.
Gemensamt tycks också vara att syftet ska vara vinning för gärningsmannen. Bedrägeri kan utföras av såväl fysiska som juridiska personer, men endast fysiska personer kan straffas. I de fall där juridisk person varit bedräglig kan i allmänhet styrelsens ledamöter eller andra som handlat bestraffas som om de vore gärningsmän.  
Vinningen är ofta pekuniär, men den kan också till exempel inom vetenskapen ge bedragaren högre status som vetenskapsman.

### Wangiri
Wangiri-samtal sker med robotar, så kallade auto dialer, (ofta i flera led och via olika länder) varvid man försöker locka den uppringda att ringa upp dyra så kallade premiumnummer, vanligen betalsamtal, till länder såsom Haiti, Nigeria, Somalia, Tunisien och Turkiet. Om mottagaren ringer upp ett missat samtal från utlandet debiteras de för mycket höga samtalskostnader. Wangiri är från japanskan och betyder ordagrant "en och klipp", i betydelsen "ringa en signal (eller en gång) och lägga på". Uppringaren ser då till att inte bli besvarad genom att ringa få signaler eller på udda tider, men i hopp om att den uppringde ringer tillbaks och kopplas då till ett betalsamtal eller motsvarande. En variant av detta är SMS, med vilka man försöker locka mottagaren att ringa upp dyra premiumnummer. För att undvika att drabbas av wangiri uppmanas mottagare att aldrig ringa tillbaka till utlandsnummer ifall man inte är säker på vem som står bakom numret.

## Argentina
Bedrägeri (estafa eller entrusismo) bestraffas med fängelse i minst en månad och högst sex år enligt artikel 172 strafflagen (Codigo penal argentino).
Bedrägeri kan bestå i användande av falsk titel, missbruk av förtroende, vilseledande uppgifter vid upptagande av kredit, användande av förfalskade handlingar för egen vinning och liknande.

## Norge
År 2017 rapporterade norska skatteverket att de hade en utfärdat en miljon personnummer till utländska medborgare utan att kontrollera deras identitet. Detta medförde att bedragare kunde åberopa bidrag för upp till sju individer samtidigt.

## Peru
Bedrägeri (estafa) bestraffas med fängelse (pena privativa de Libertad) i minst ett och högst sex år enligt artikel 196 brottsbalken (El Codigo penal).

## Storbritannien
Enligt Fraud Act 2006 definieras bedrägeri (fraud) i tre kategorier nämligen, bedrägeri genom falsk framställning (fraud by false representation), bedrägeri genom att inte lämna ut information (fraud by failing to disclose information)
samt bedrägeri genom missbruk av ställning (fraud by abuse of position).
I alla tre kategorierna krävs det att för att ett brott ska ha begåtts, måste personen ha agerat uppsåtligt oärligt och att han handlat så med avsikt att göra en vinst för sig själva eller någon annan, eller tillfoga en förlust - eller en risk för förlust - för annan.
Enligt 12 § Companies Act 1985 gäller att när ett brott har begåtts av en juridisk person men genomfördes med "samtycke eller tysta medgivande" av någon direktör, chef, sekreterare eller tjänsteman i företaget, kan denne dömas till personligt ansvar.

## Tyskland
Bedrägeri (Betrug) bestraffas enligt § 263 tyska strafflagen (Strafgesetzbuch) med fängelse i högst fem år eller böter.

Föreligger grovt brott är minimistraffet fängelse i sex månader och maxstraffet 10 års fängelse.
Även försök till bedrägeri är straffbart.

## USA
Lagstiftningen skiljer en del mellan olika delstater men tycks ha dessa gemensamma kriterier.
Någon framställer en falsk (oriktig) uppgift som han vet är oriktig i avsikt att vilseleda annan;
dennes bristande kunskap om att uppgiften är oriktig och tilltro att den är riktig;
direkt skada som uppstått.
1988 bildades en organisation, Association of Certified Fraud Examiners (ACFE). Denna förening sysslar med information om bedrägerier, verktyg för att komma åt bedrägerier samt examination av godkända bedrägeriundersökare. Enligt ACFE förlorar varje företag i genomsnitt 5 % av sina inkomster under ett år på grund av bedrägerier.

## Kända bedragare
- Bernard Ebbers
- Charles Dawson
- Bernard Madoff
- Allen Stanford[13]